# ام‌وی وتان
ام‌وی وتان (به انگلیسی: MV Wotan) یک کشتی بود که طول آن ۴۰۶ فوت ۴ اینچ (۱۲۳٫۸۵ متر) بود. این کشتی در سال ۱۹۱۳ ساخته شد.